# 袁紹珊
袁紹珊（1985年—），曾用筆名絲紗羅，澳門女詩人及作家，同時擔任澳門詩歌刊物《中西詩歌》副主編。至今出版了六本個人詩集，並收獲陸澳臺等地多項榮譽。
2014年，首次為澳門本土原創歌劇《香山夢梅》進行填詞工作。

## 作品

### 詩集
- 2008年：《太平盛世的形上流亡》（香港：Kubrick，ISBN 9-789-88992-4676）
- 2011年：《Wonderland》（新北：遠景出版社，ISBN 9-789-57390-8005）[6]
- 2011年：《這裏: 袁紹珊詩選》（澳門：澳門故事協會，ISBN 9-789-99654-2411）
- 2013年：《裸體野餐》（香港：香港中文大學，ISBN 9-789-62996-6287）
- 2014年：《流民之歌》（北京：作家出版社，ISBN 9-787-50637-2855）[7]
- 2015年：《苦蓮子》（桂林：灕江出版社，ISBN 9-787-54077-6336）
- 2018年：《愛的進化史》（新北：遠景出版社，ISBN 9-789-57391-0480）[8]

### 雜文集
- 2018年：《喧鬧的島嶼：台港澳三地文化隨筆》（新北：聯經出版社，ISBN 9-789-57085-0840）
- 2019年：《拱廊與靈光：澳門的120個美好角落》（北京：作家出版社，ISBN 9-789-99371-2718）

## 獎項
| 年份   | 頒獎單位                              | 獎項             | 作品                       | 參考          |
| ------ | ------------------------------------- | ---------------- | -------------------------- | ------------- |
| 2003年 | 第5屆《澳門文學獎》                   | 新詩組亞軍       | 《太平盛世的形上流亡》     |               |
| 2011年 | 第9屆《澳門文學獎》                   | 新詩組亞軍       | 《娜拉的四重生命》         |               |
| 2013年 | 第10屆《澳門文學獎》                  | 新詩組冠軍       | 《好人沈德的聖域遊記》     | [ 9 ]         |
| 2014年 | 《亨利·魯斯基金會華語詩歌獎》         | 獲獎             | 不適用                     |               |
| 2015年 | 第2屆《淬劍詩歌獎》                   | 獲獎（十強）     | 不適用                     | [ 10 ]        |
| 2015年 | 第11屆《澳門文學獎》                  | 新詩組亞軍       | 《進化史》                 | [ 11 ]        |
| 2015年 | 第11屆《澳門文學獎》                  | 散文組優異獎     | 《瀑布》                   | [ 11 ]        |
| 2016年 | 第3屆《海子詩歌獎》                   | 提名獎           | 不適用                     | [ 12 ]        |
| 2017年 | 第12屆《澳門文學獎》                  | 新詩組冠軍       | 《野蠻便利店》             | [ 13 ]        |
| 2017年 | 第12屆《澳門文學獎》                  | 散文組亞軍       | 《白蘭地與白蘭花》         | [ 13 ]        |
| 2017年 | 第1屆《「紫金・人民文學之星」文學獎》 | 詩歌獎           | 不適用                     | [ 14 ]        |
| 2018年 | 第2屆《紀念李鵬翥文學獎》             | 最佳詩歌         | 《一千零一夜》             | [ 15 ]        |
| 2018年 | 第39屆《時報文學獎》                  | 新詩組第一名     | 《快照亭》                 | [ 16 ] [ 17 ] |
| 2018年 | 第5屆《海子詩歌獎》                   | 提名             | 不適用                     | [ 18 ]        |
| 2020年 | 第4屆《紀念李鵬翥文學獎》             | 詩歌組首獎       | 《雷峰塔》                 |               |
| 2020年 | 第1屆《創世紀現代詩獎》               | 獲獎             | 《詩十首》                 | [ 19 ] [ 20 ] |
| 2021年 | 第13屆《澳門文學獎》                  | 本地組新詩冠軍   | 《板塊移動》               | [ 21 ]        |
| 2021年 | 第13屆《澳門文學獎》                  | 本地組散文優異獎 | 《在街角，願有緣吃喝》     | [ 21 ]        |
| 2021年 | 第13屆《澳門文學獎》                  | 公開組散文季軍   | 《給我一片黃色的澳門時間》 | [ 21 ]        |
| 2021年 | 第5屆《紀念李鵬翥文學獎》             | 詩歌組推薦獎     | 《台北某棵割斷的樹下》     | [ 22 ]        |
| 2021年 | 第5屆《紀念李鵬翥文學獎》             | 散文組首獎       | 《吃雪糕要先苦後甜》       | [ 22 ]        |

## 外部連結
- 袁紹珊 （页面存档备份，存于）在雋文不朽上的頁面
- 袁紹珊 （页面存档备份，存于）在聯經出版社上的頁面
- 袁紹珊 （页面存档备份，存于）在澳門虛擬圖書館上的頁面